# Viola Calligaris
Viola Mónica Calligaris (Lucerna, Suiza; 17 de marzo de 1996) es una futbolista suiza. Juega como centrocampista en la Juventus de la Serie A de Italia. Es internacional con la selección absoluta de Suiza.
Sus entrenadores han aprovechado su versatilidad, ya que ha jugado de delantera, mediapunta, extremo, medio defensivo, central y lateral derecho en los distintos equipos en los que ha jugado. Con Suiza ha participado en la Eurocopa de Países Bajos de 2017 y con el Atlético de Madrid ha ganado dos ligas y competido en la Liga de Campeones.

## Trayectoria

### Inicios en Suiza
Viola Calligaris empezó jugando al fútbol de niña. Su primer equipo fue el FC Giswil de Obwalden al que se unió con 8 años. Allí permaneció entre 2004 y 2009, cuando jugó en el FC Sachseln. En septiembre de ese mismo año fichó por el S.C. Kriens. En 2011 se fue al SC Emmen, pera volver un año después al S.C. Kriens.
En julio de 2013 fichó por el Young Boys para tener mejores condiciones de entrenamiento. Con el equipo de Berna pudo entrenar tres veces por semana con la sección masculina Sub-16. En los cuatro años que permaneció en el club fue adelantando su posición de centrocampista defensivo a centrocampista ofensivo y fue ganando protagonismo hasta ser una de las jugadoras más destacadas del equipo.
 En la temporada 2013/14 el Young Boys quedó en sexta posición en la fase regular y de nuevo en sexta posición en la fase final. En la temporada 2014/15 el Young Boys quedó en séptima posición en la fase regular, salvándose del descenso por tan solo 2 puntos y de en quinta posición en la fase final. En la temporada 15/16 el equipo quedó en séptima posición y se clasificó para la segunda fase con una victoria por 3 a 2 en Lugano en la que Calligaris marcó el primer gol con un disparo con la pierna izquierda que se coló por debajo del travesaño. Marcó 6 goles en la fase regular del campeonato. En la segunda fase quedó en quinta posición y marcó un gol. En la temporada 2016/17 el Young Boys quedó en quinta posición en la fase regular y de nuevo en quinta posición en la fase final, marcando 5 goles y ayudó a su equipo a llegar a las semifinales de la Copa de Suiza, marcando 7 goles en las eliminatorias previas a la semifinal.

### Atlético de Madrid

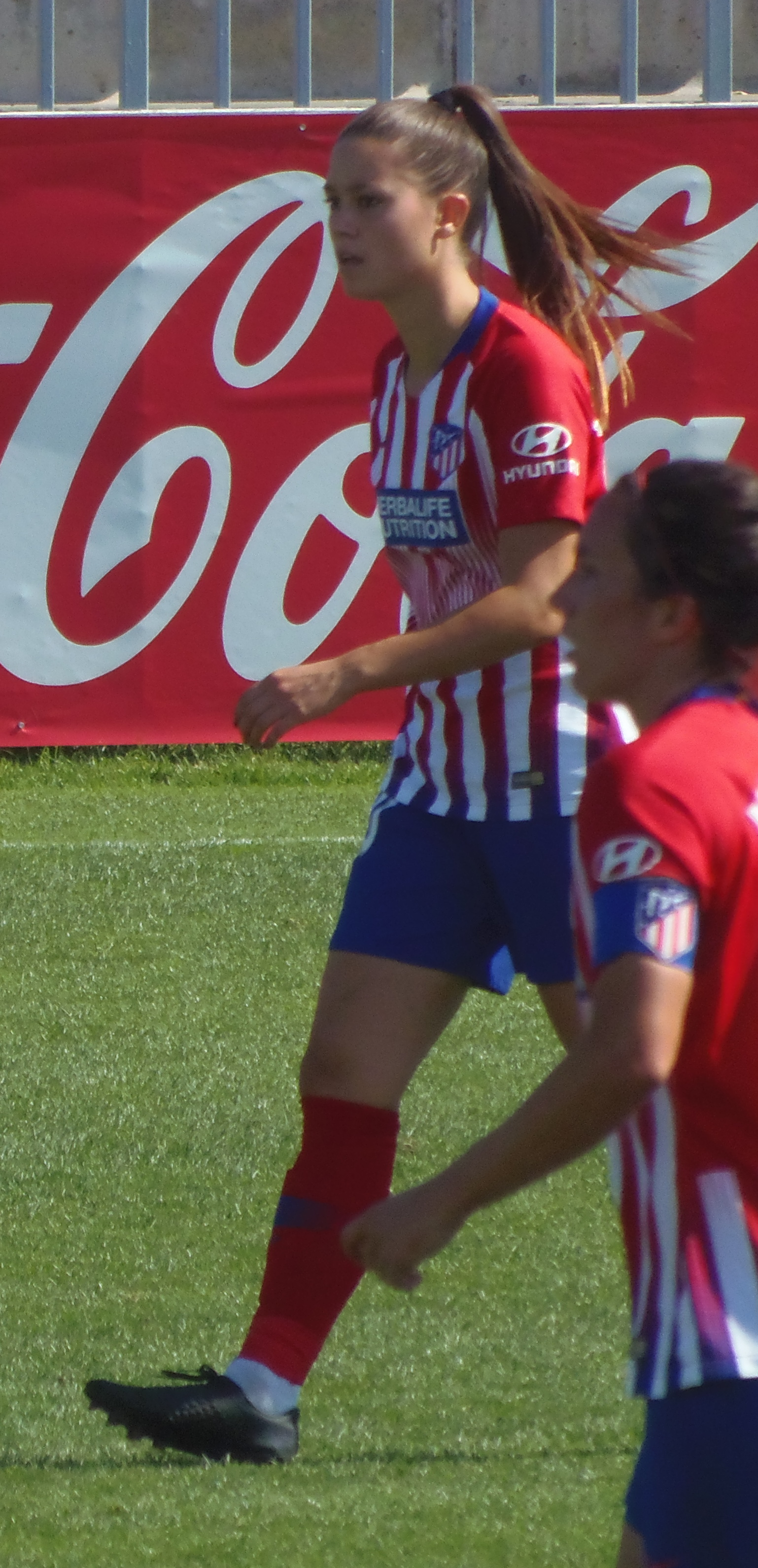
Viola Calligaris jugando con el Atlético de Madrid en septiembre de 2018

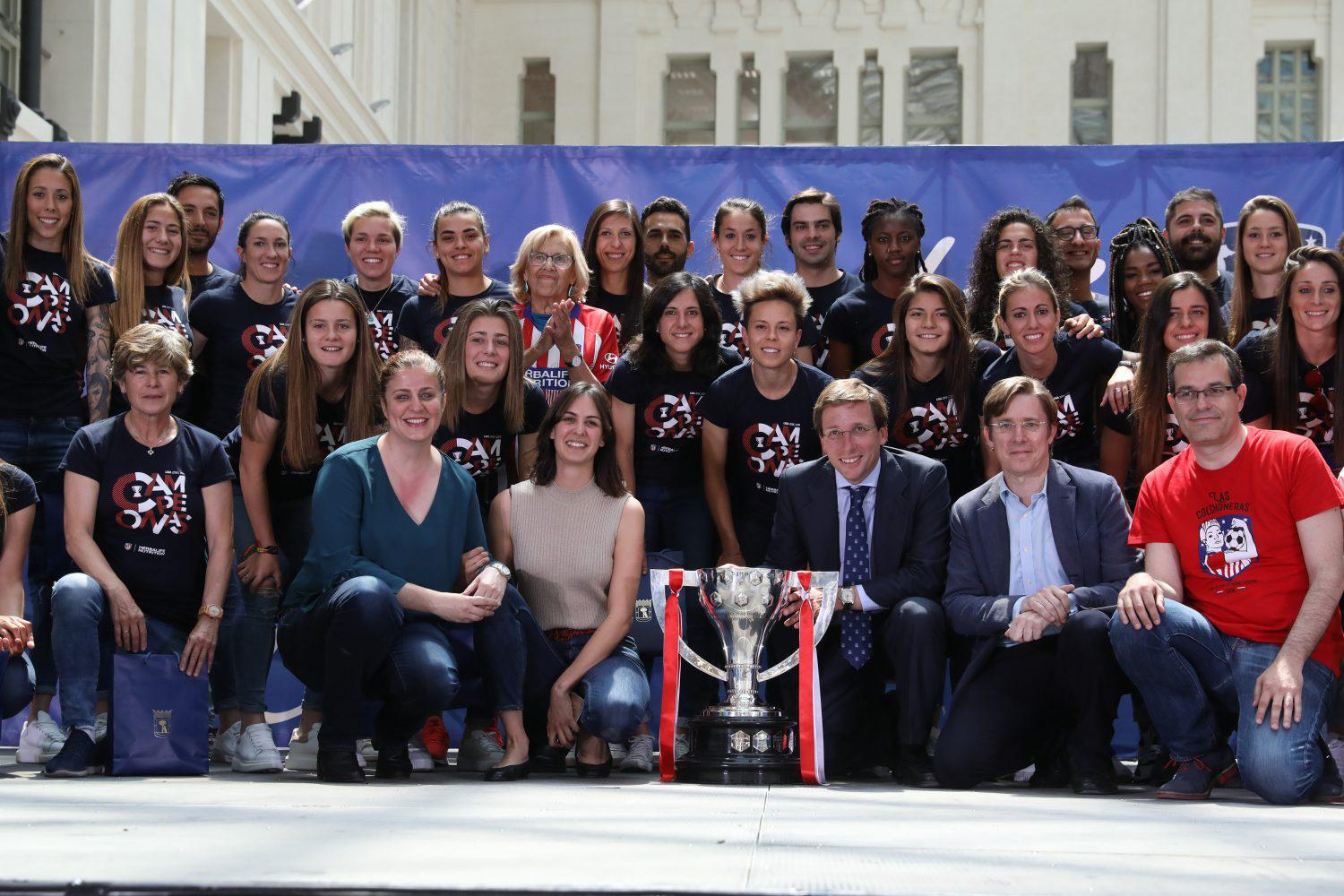
La alcaldesa recibe al equipo femenino del Atlético de Madrid ganador de la Liga Iberdrola 2019

En julio de 2017 fichó por el Atlético de Madrid. Los periodistas locales destacaron su talento y su versatilidad para jugar como extremo o mediapunta. Debutó el 2 de septiembre de 2017 ante el Fundación Albacete al sustituir a Sonia Bermúdez en el minuto 94. Marcó sus primeros dos goles con el equipo el 23 de septiembre de 2017 ante el Santa Teresa. El 4 de octubre de 2017 debutó en la Liga de Campeones con derrota por 0 a 3 ante el Wolfsburgo. Durante la temporada participó 20 encuentros, 3 de ellos como titular, y marcó 3 goles. Esa temporada el Atlético ganó la liga y fue subcampeón de Copa de la Reina.
En la temporada 2018-19 el entrenador José Luis Sánchez Vera la reconvirtió a defensa, jugando como central y como lateral derecho debido a su capacidad de anticipación e ir al corte. Disputó algunos minutos al principio de la temporada, participando en seis de los ocho primeros partidos de liga, dos de ellos como titular, pero en noviembre sufrió una lesión en el cuádriceps que le hizo perderse varios partidos. Tras recibir el alta volvió a ser suplente varios partidos, incluyendo los cuartos de la Copa de la Reina ante el Athletic de Bilbao en San Mamés ante 48 121 espectadores, siendo el encuentro de fútbol femenino con más espectadores de la historia en España hasta la fecha y las semifinales ante el Barcelona. En febrero volvió a sufrir una lesión muscular. Tras su recuperación no volvió a disputar minutos hasta el 27 de abril de 2019 ante el Valencia en la penúltima jornada de liga, en la que sustituyó a Kenti Robles. Tras jugar 13 encuentros de los 30 de liga se alzó con su segundo campeonato liguero. El 5 de mayo de 2019 el Atlético venció por 3-1 a la Real Sociedad con una asistencia suya y ganaron la Liga. Fue suplente en la final de la Copa de la Reina, torneo, en el que el Atlético cayó ante la Real Sociedad.
El 29 de junio de 2019 el club anunció que no continuaría en el equipo la siguiente temporada.

### Valencia C. F.
El 10 de julio de 2019 el Valencia anunció su fichaje por una temporada. Tras ser una de las jugadoras destacadas durante la temporada rechazó renovar con el equipo.

### Levante UD
El 3 de julio de 2020 se hizo oficial su fichaje por el Levante Unión Deportiva (femenino)

## Selección

### Categorías inferiores
Debutó con la Selección Suiza Sub-17 el 19 de octubre de 2012 en partido clasificatorio para el Campeonato Europeo de 2013 ante Bulgaria marcando cinco de los once goles de Suiza. Marcó dos goles más ante Moldavia dos días después y volvió a marcar ante Bélgica el 24 de octubre. Suiza se clasificó para la Segunda fase en la que jugó los tres partidos y cayó eliminada.
Debutó con la Selección Suiza Sub-19 el 21 de septiembre de 2013 en partido clasificatorio para el Campeonato Europeo de 2014 ante Irlanda del Norte al salir como sustituta. Disputó dos encuentros más de la primera fase de clasificación en la que Suiza se clasificó para la Ronda Élite, en la que no jugó y Suiza fue eliminada por España. Volvió a participar en la fase de clasificación para el Campeonato Europeo de 2014, siendo capitana en el partido inaugural ante Eslovaquia y marcando dos goles ante Bulgaria. En la Ronda Élite marcó el gol de la victoria ante Irlanda del Norte, pero cayeron derrotadas ante Noruega e Inglaterra y no pudieron participar en la fase final del campeonato.

### Primeros partidos con la absoluta
Debutó con la selección absoluta el 9 de marzo de 2016 en el Torneo femenino de la UEFA de clasificación para los Juegos Olímpicos de 2016 al sustituir a Meriame Terchoun en el minuto 72 del encuentro que les enfrentó a Noruega. Tras jugar algunos amistosos fue convocada para disputar con Suiza la Eurocopa de Países Bajos de 2017.

### Eurocopa de 2017
Vio desde el banquillo cómo Suiza perdía ante Austria por 1-0 y vencía ante Islandia por 2-1. Suiza se jugaba el pase a los cuartos de final ante Francia, que había vencido a Islandia y empatado ante Austria, por lo que las helvéticas necesitaban vencer. 
Calligaris fue suplente y el partido se puso de cara tras la expulsión de Eve Perisset por las francesas en el minuto 17 y el gol de Ana-Maria Crnogorčević para las suizas en el 19. Calligaris saltó al campo en el minuto 65, debutando en una fase final, sin embargo Camille Abily igualó el partido en el 76, con lo que Suiza no pudo pasar a cuartos y cayó eliminada.

### Mundial de 2019
Tras la Eurocopa Suiza participó en la Clasificación para el Mundial de Francia de 2019. Quedó encuadrada en el grupo 2 con Escocia, Polonia, Albania y Bielorrusia. 
Calligaris fue suplente sin jugar en el primer partido ante Albania, pero luego jugó todos los encuentros. Marcó su primer gol en la categoría el 24 de noviembre de 2017 al abrir el marcador en la victoria por 3-0 sobre Bielorrusia. Volvió a marcar el 28 de noviembre del mismo año ante Albania y el 12 de junio de 2018, de nuevo ante Bielorrusia.
Suiza terminó en segunda posición del grupo, por lo que debió de jugar un play-off de clasificación en el que venció a Bélgica a doble partido, en los que calligaris jugó, pero luego perdieron ante Países Bajos, partidos en los que calligaris no pudo participar.

## Estadísticas

### Clubes
Actualizado al último partido jugado el 11 de mayo de 2019.
| Club | Div.          | Temporada     | Liga  | Liga  | Liga   | Copas nacionales(1) | Copas nacionales(1) | Copas nacionales(1) | Copas internacionales(2) | Copas internacionales(2) | Copas internacionales(2) | Total | Total | Total  | Media goleadora(3) |
| Club | Div.          | Temporada     | Part. | Goles | Asist. | Part.               | Goles               | Asist.              | Part.                    | Goles                    | Asist.                   | Part. | Goles | Asist. | Media goleadora(3) |
| --- | ------------- | ------------- | ----- | ----- | ------ | ------------------- | ------------------- | ------------------- | ------------------------ | ------------------------ | ------------------------ | ----- | ----- | ------ | ------------------ |
| S.C. Kriens · Suiza |               |               |       |       |        |                     |                     |                     |                          |                          |                          |       |       |        |                    |
| Nationalliga A | 2012-13       |               |       |       |        |                     |                     |                     |                          |                          |                          |       |       |        |                    |
| Total club |               |               |       |       |        |                     |                     |                     |                          |                          |                          |       |       |        |                    |
| BSC Young Boys · Suiza |               |               |       |       |        |                     |                     |                     |                          |                          |                          |       |       |        |                    |
| Nationalliga A | 2013-14       | 12+           |       |       | 1+     |                     |                     |                     |                          |                          | 13+                      |       |       | 0,00   |                    |
| Nationalliga A | 2014-15       | 19+           | 5+    |       | 2+     | 2+                  |                     | -                   | -                        | -                        | 21+                      | 7+    |       | 0,33   |                    |
| Nationalliga A | 2015-16       | 20+           | 7+    |       | 3      | 2                   |                     | -                   | -                        | -                        | 23+                      | 9+    |       | 0,39   |                    |
| Nationalliga A | 2016-17       | 16+           | 5+    |       | 4+     | 7+                  |                     | -                   | -                        | -                        | 20+                      | 12+   |       | 0,60   |                    |
| Total club | Total club    | 67+           | 17+   |       | 10+    | 11+                 |                     |                     |                          |                          | 77+                      | 28+   |       | 0,36   |                    |
| Atlético de Madrid · España |               |               |       |       |        |                     |                     |                     |                          |                          |                          |       |       |        |                    |
| 1.ª | 2017-18       | 18            | 3     | 0     | 0      | 0                   | 0                   | 2                   | 0                        | 0                        | 20                       | 3     | 0     | 0,15   |                    |
| 1.ª | 2018-19       | 14            | 0     | 0     | 3      | 0                   | 0                   | 0                   | 0                        | 0                        | 17                       | 0     | 0     | 0,00   |                    |
| Total club | Total club    | 32            | 3     | 0     | 3      | 0                   | 0                   | 2                   | 0                        | 0                        | 37                       | 3     | 0     | 0,09   |                    |
| Total carrera | Total carrera | Total carrera | 99+   | 20+   |        | 13+                 | 11+                 |                     | 2                        | 0                        | 0                        | 114+  | 31+   |        | 0,27               |
| (1) Incluye datos de Liga de Suiaza y Liga Española. (2) Incluye datos de Copa de Suiza y Copa de la Reina. (3) No incluye goles en partidos amistosos. |               |               |       |       |        |                     |                     |                     |                          |                          |                          |       |       |        |                    |

### Selección
Actualizado al último partido jugado el 29 de mayo de 2019.
| Selecciones | Año           | Europeo(4) | Europeo(4) | Europeo(4) | Mundial (4) | Mundial (4) | Mundial (4) | Amistosos | Amistosos | Amistosos | Total | Total | Total  | Media goleadora |
| Selecciones | Año           | Part.      | Goles      | Asist.     | Part.       | Goles       | Asist.      | Part.     | Goles     | Asist.    | Part. | Goles | Asist. | Media goleadora |
| --- | ------------- | ---------- | ---------- | ---------- | ----------- | ----------- | ----------- | --------- | --------- | --------- | ----- | ----- | ------ | --------------- |
| Sub17 |               |            |            |            |             |             |             |           |           |           |       |       |        |                 |
| 2012 | 3             | 9          | 0          |            |             |             |             |           |           | 3         | 9     | 0     | 3,00   |                 |
| 2013 | 3             | 0          | 0          |            |             |             |             |           |           | 3         | 0     | 0     | 0,00   |                 |
| Total | 6             | 9          | 0          |            |             |             |             |           |           | 6         | 9     | 0     | 1,50   |                 |
| Sub19 |               |            |            |            |             |             |             |           |           |           |       |       |        |                 |
| 2013 | 3             | 0          | 0          |            |             |             |             |           |           | 3         | 0     | 0     | 0,00   |                 |
| 2014 | 3             | 2          | 0          |            |             |             |             |           |           | 3         | 2     | 0     | 0,67   |                 |
| 2015 | 3             | 1          | 0          |            |             |             |             |           |           | 3         | 1     | 0     | 0,33   |                 |
| Total | 9             | 3          | 0          |            |             |             |             |           |           | 9         | 3     | 0     | 0,33   |                 |
| Abs |               |            |            |            |             |             |             |           |           |           |       |       |        |                 |
| 2016 |               |            |            |            |             |             | 3           | 0         | 0         | 3         | 0     | 0     | 0,00   |                 |
| 2017 | 1             | 0          | 0          | 3          | 2           | 0           | 3           | 0         | 0         | 7         | 2     | 0     | 0,28   |                 |
| 2018 | -             | -          | -          | 6          | 1           | 0           | 1           | 0         | 0         | 7         | 1     | 0     | 0,14   |                 |
| 2019 | -             | -          | -          | -          | -           | -           | 3           | 0         | 0         | 3         | 0     | 0     | 0,00   |                 |
| Total | 1             | 0          | 0          | 9          | 3           | 0           | 10          | 0         | 0         | 20        | 3     | 0     | 0,15   |                 |
| Total carrera | Total carrera | 16         | 12         | 0          | 9           | 3           | 0           | 10        | 0         | 0         | 35    | 15    | 0      | 0,43            |
| (4) Se incluyen partidos en fases clasificatorias, no incluye Clasificación para Juegos olímpicos, Torneo de Exentos ni Torneo Desarrollo UEFA. |               |            |            |            |             |             |             |           |           |           |       |       |        |                 |

#### Participaciones en Eurocopas
| Competición            | Categoría          | Sede         | Resultado      | Partidos | Goles |
| ---------------------- | ------------------ | ------------ | -------------- | -------- | ----- |
| Eurocopa Femenina 2017 | Selección absoluta | Países Bajos | Fase de grupos | 1        | 0     |
| Total                  | –                  | –            | –              | 1        | 0     |

## Palmarés

### Campeonatos nacionales
| Título           | Club               | País   | Año     |
| ---------------- | ------------------ | ------ | ------- |
| Primera División | Atlético de Madrid | España | 2017-18 |
| Primera División | Atlético de Madrid | España | 2018-19 |